# Attis
Attis (/ˈætɪs/; starořecky: Ἄττις, také Ἄτυς, Ἄττυς, Ἄττης) byl bůh, původně ve frýgické, později v řecké a římské mytologii. Byl manželem Agdistis, které Řekové říkali Kybelé, a s níž byl spojen orgiastický kult. Jeho kněží byli eunuchové (galli), což souviselo s Attisovou kastrací v mýtu. Ve frýgické tradici byl zejména vegetačním božstvem. Jeho kult má počátky kolem roku 1250 př. n. l. v Dindymonu v Malé Asii (dnešní Gediz v Turecku). Později byl uctíván ve velkém frýgickém obchodním centru Pessinousu, které leželo v závětří posvátné hory Agdistis. Hora byla personifikována jako daimón, kterého si Řekové spojovali s Velkou Matkou Kybelé. Na konci 4. století př. n. l. se kult Attise dostal do řeckého kulturního prostoru, a to patrně díky cestovateli Pausaniásovi. Příběh si uchoval některé výrazně neřecké prvky. Attis byl Řeky ztotožňován s Iasionem, chotí Velké Matky v samothráckých mystériích, a řecký mýtus o lásce Afrodity k mladému Anchísésovi byl pravděpodobně také odvozen z Attisova mýtu. Attisův kult se později stal populárním ve starém Římě. V jedné ze svých nejslavnějších básní o Attisovi psal Catullus, stejně tak Ovidius ve svých Proměnách, který o něm uvádí, navzdory mýtu, že se po smrti proměnil v borovici. Ve 2. století se Attis v Římě stal solárním božstvem. Hymnus na Matku bohů císaře Juliana obsahuje podrobnou novoplatónskou analýzu mýtu o Attisovi a zdá se, že Julianus Attise ztotožnil s přírodou. V roce 1675 Jean-Baptiste Lully složil operu s názvem Atys. V roce 1780 složil Niccolo Piccinni stejnojmenné dílo. Novověcí učenci nesprávně ztotožňovali Attise s egejským Atysem, synem Kroisosvým, o němž se zmiňuje Hérodotos. Dlouhotrvající omyl lze stále nalézt i v moderních zdrojích. Nejznámějším zobrazením Attise je socha v životní velikosti objevená roku 1867 v Ostia Antica. Je v majetku Vatikánských muzeí.

## Mýtus

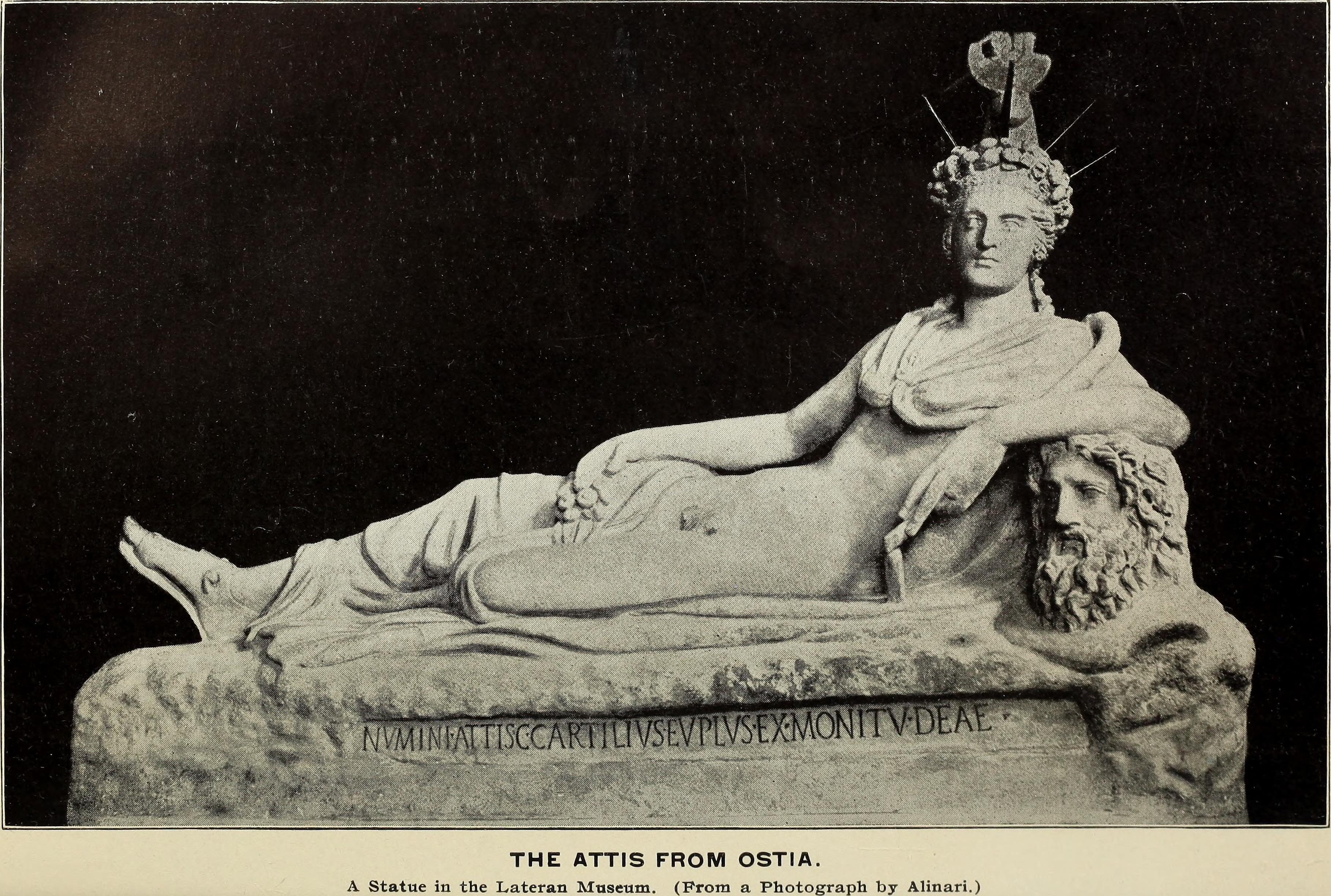
Nejznámější socha Attise z Ostie

Pausaniás vyprávěl, že daimon Agdistis měl zpočátku mužské i ženské pohlavní orgány. Olympští bohové se Agdistise báli a spikli se proti němu. Způsobili, že se Agditis omylem vykastroval a ztratil své mužské orgány. Z krve Agdistise vyklíčil mandloň. Když na něm dozrály plody, Nana, dcera řeky Sangarius, vzala madle do dlaně, a tím otěhotněla. Porodila Attise, kterého pak opustila. O dítě se staral kozel. Dlouhovlasý Attis vyrostl do krásy. Agdistis, kterou Pausaniás ztotožnil s Kybelé, se do něj zamilovala. Attisovi pěstouni ho však poslali do Pessinousu, kde se měl oženit s královou dcerou. Podle některých verzí byl tímto králem známý Midas. Právě když se zpívala svatební píseň, objevila se Agdistis/Kybelé ve své nadpozemské podobě a Attis z toho zešílel. V důsledku toho se vykastroval pod borovicí. Když zemřel na následky zranění, která si takto způsobil, vyrostly z jeho krve fialky. Král Attise následoval a taktéž sám sebe vykastroval a stal se prvním eunuchem ve službách Agdistis. Zdrcená Agdistis prosila Dia, aby se Attisovo tělo nerozložilo. Zeus se slitoval a Atiise znovu oživil. Tím se stal Atiis bohem či polobohem. Když sousední Lýdie ovládla Frýgii, Attis Lýdům nabídl kult bohyně matky Kybelé, čímž prý vyvolal žárlivost Dia, který poslal kance, aby zničil lýdskou úrodu. Nakonec tento kanec zabil i Attise. Pausanias tím vysvětlil, proč Galové, kteří obývali Pessinous, nejedli vepřové maso. To měl být také důvod, proč se v Římě eunuchové sloužící Kybelé nazývali galli.